# ديزج ديز
ديزج ديز هي مدينة في مقاطعة خوي، إيران. عدد سكان هذه المدينة هو 8,282 في سنة 2016.